# Whisky
Whisky (tiếng Anh, tiếng Pháp: Whisky) và phần lớn nước Mỹ là Whiskey là một loại đồ uống có chứa cồn được sản xuất từ ngũ cốc bằng cách lên men và chưng cất. Từ Whisky được nhắc đến lần đầu tiên vào năm 1736 xuất phát từ usisge beatha trong tiếng Gaelic tại Scotland hay từ uisce beatha trong tiếng Gaelic tại Ireland và có nghĩa là "nước của cuộc sống" (uisge/uisce: "nước", beatha: "sống"). Khái niệm này đã phổ biến ngay từ thế kỷ 16-thế kỷ 17 nhưng thời đấy người ta hiểu đấy không chỉ riêng là Whisky mà còn là những loại rượu chưng cất khác có thêm đồ gia vị.

### Phương pháp chung

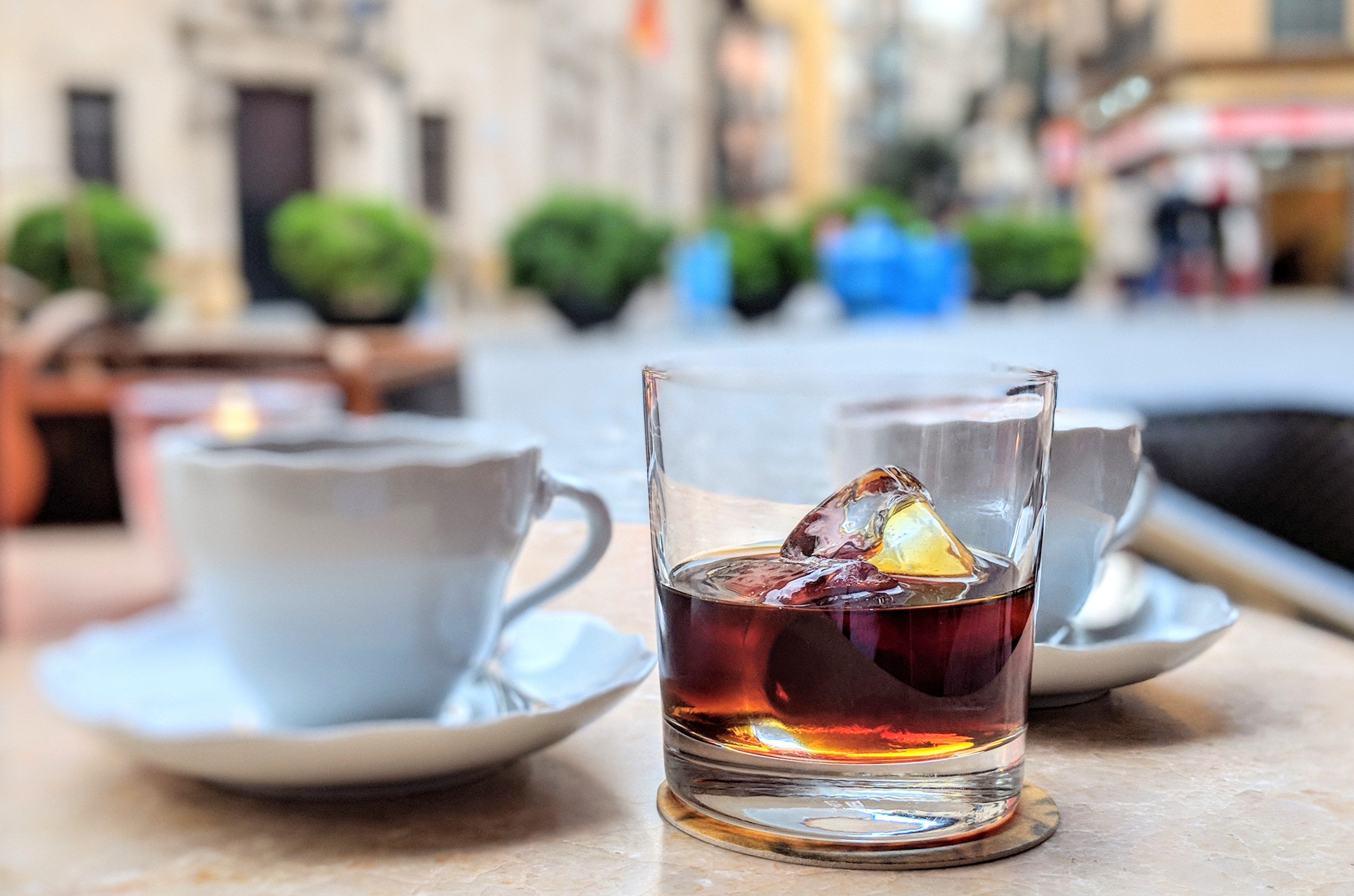
Một ly Uýt-ky

### Whisky Scotland

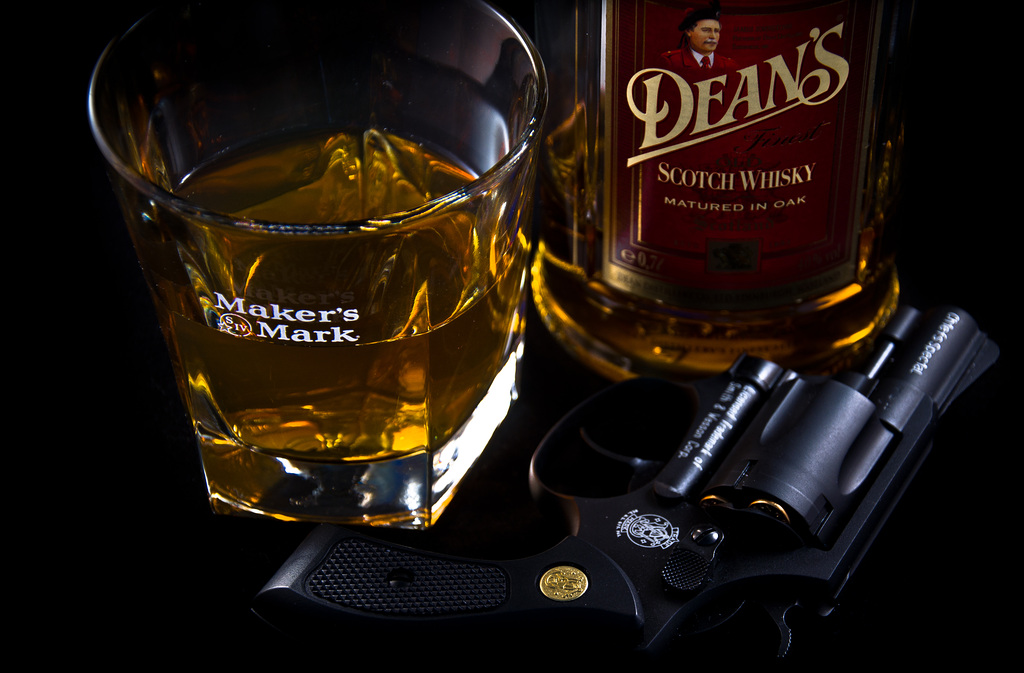
Whisky Scotland

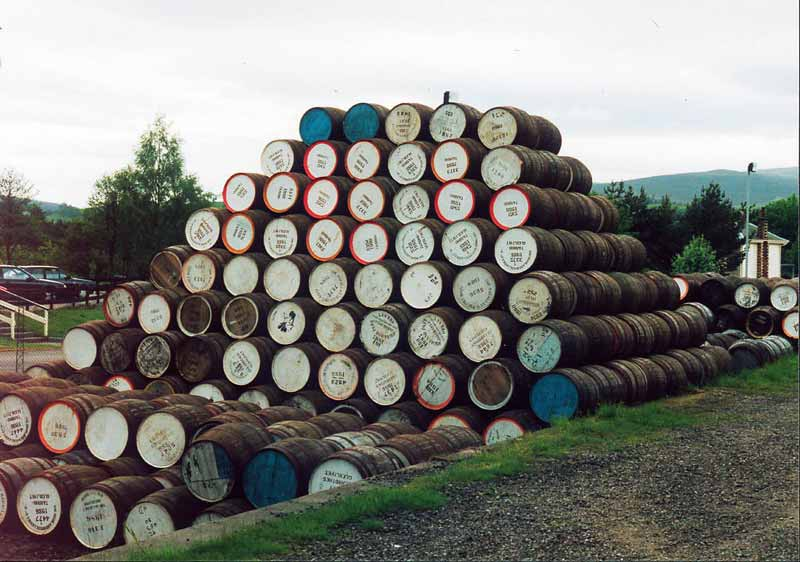
Thùng gỗ chứa Whisky

### Whiskey Ireland

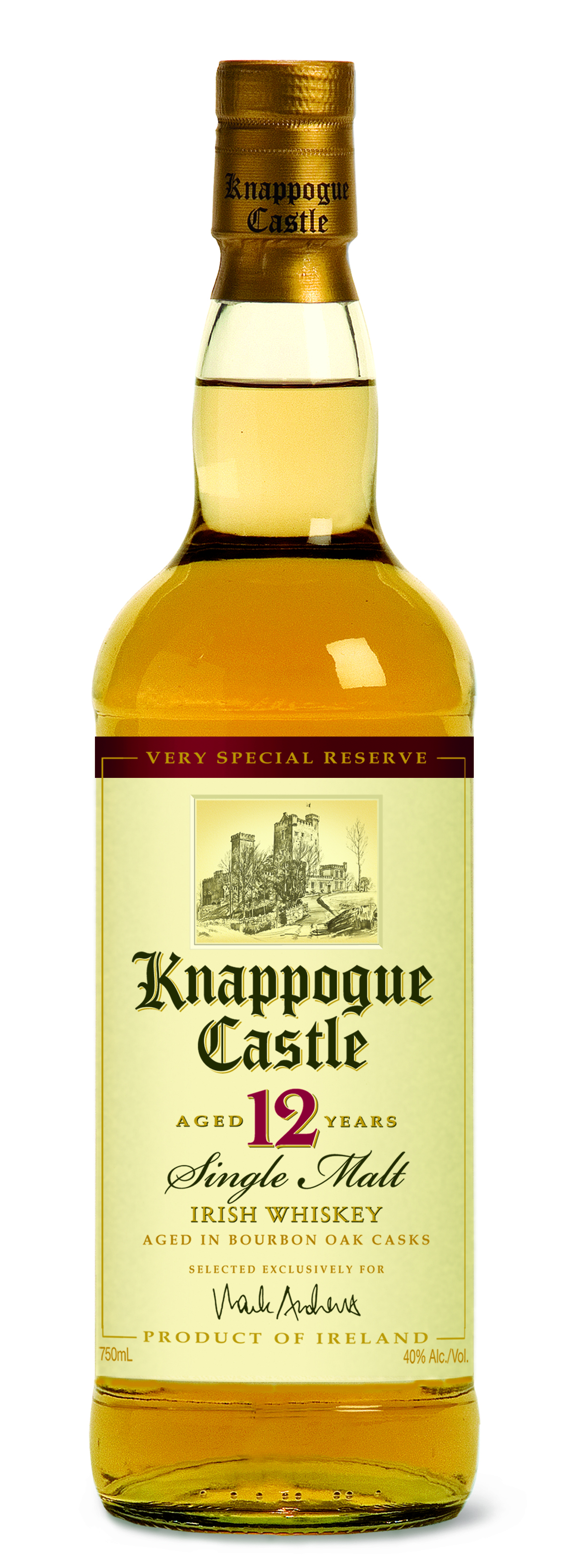
Một loại Whiskey Ireland

### Whiskey Mỹ

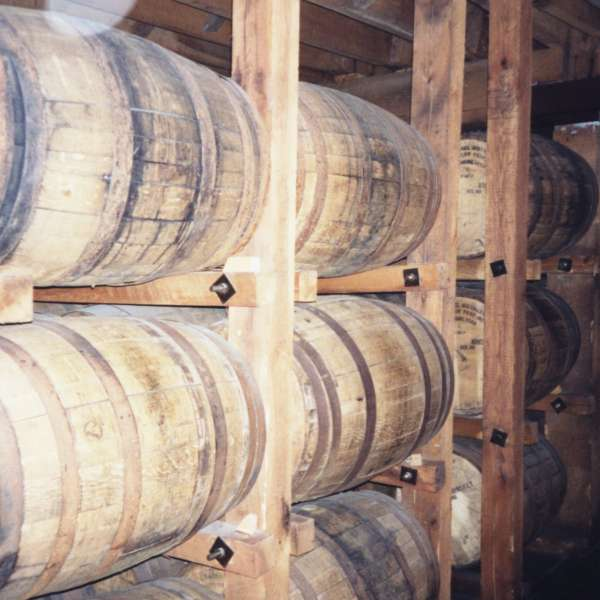
Thùng rượu Whiskey trong hãng rượu Jack Daniel's

## Thưởng thức Whisky

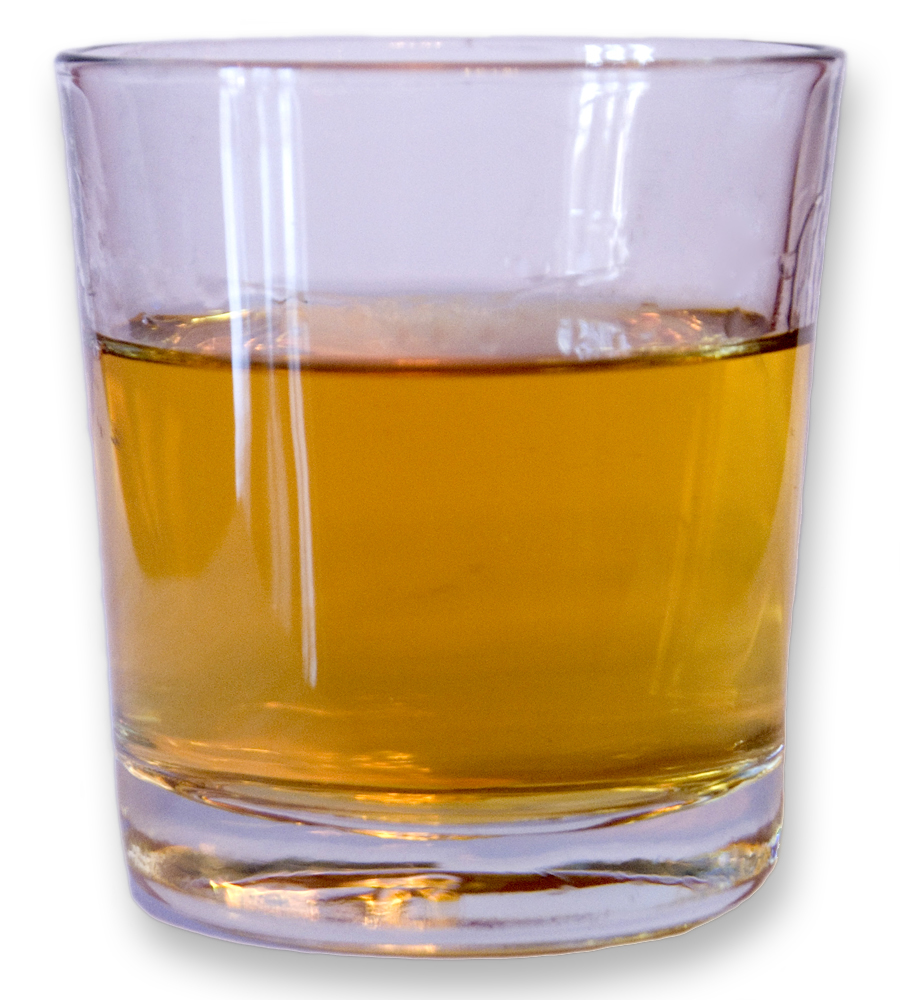
Ly chuyên uống rượu whisky, thường có miệng to để khi uống phải úp cả mặt vào đó để ngửi, hít hơi rượu trước

## Lịch sử hình thành